# Breaking the Shell
Breaking the Shell ist ein Jazzalbum von Bill Frisell, Andrew Cyrille und Kit Downes. Die am 25. und 26. Mai 2022 in St. Luke in the Fields, New York City, entstandenen Aufnahmen erschienen am 27. September 2024 auf Red Hook Records.

## Hintergrund
Der Gitarrist Bill Frisell, Schlagzeuger Andrew Cyrille und Kit Downes, der hier Orgel spielt, kamen zu einer gemeinsamen Aufnahmesession in St. Luke in the Fields, einer 1821/22 erbauten Kirche in der Hudson Street im New Yorker Greenwich Village zusammen. Die 1986 erbaute Pfeifenorgel der Kirche hat 27 Register.

## Titelliste

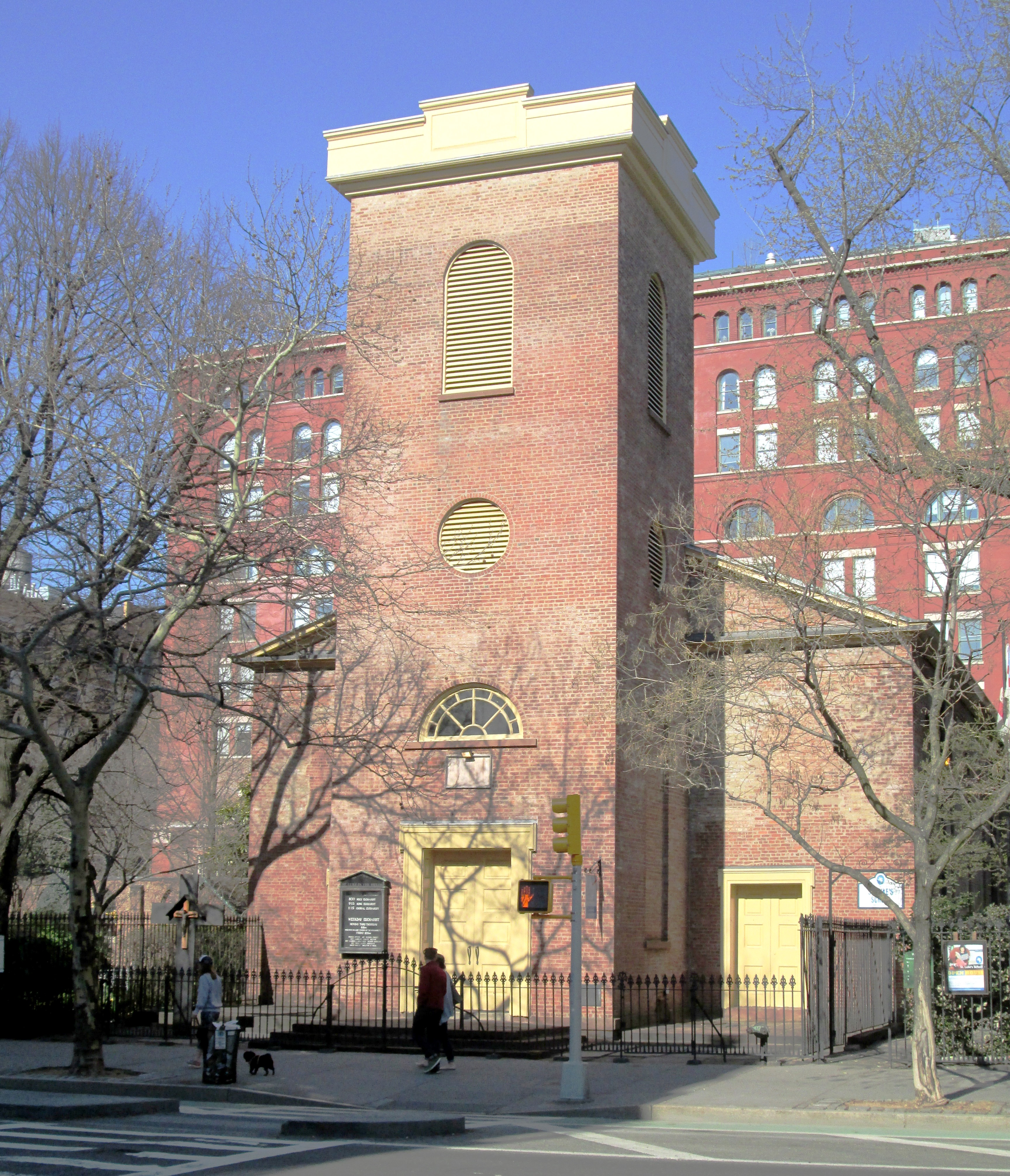
Die Kirche St. Luke in the Fields Church in der Hudson Street

- Bill Frisell – Andrew Cyrille – Kit Downes: (Red Hook Records)

1. May 4th 3:10
2. Untitled 23 (Downs) 3:32
3. Kasei Valles 4:46
4. El 4:55
5. Southern Body 4:44
6. Sjung Herte Sjung 5:02
7. Two Twins 3:21
8. July 2nd 3:50
9. Cypher 1:49
10. Proximity 2:45
11. Este a Székelyeknél 3:46

Wenn nicht anders vermerkt, stammen die Kompositionen von Bill Frisell, Andrew Cyrille und Kit Downes.

## Rezeption
Nach Ansicht von Mike Jurkovic, der das Album in All About Jazz rezensierte, kann man sich gut vorstellen, dass Gitarrist Bill Frisell, Pfeifenorganist Kit Downes und Schlagzeuger Andrew Cyrille sich in einer so besonderen Umgebung der speziellen Gelegenheit stellen und etwas ebenso Einzigartiges erschaffen. Eine Vielzahl von Film-noir-Science-Fiction-Themen und -Motiven ziehe sich durch Breaking the Shell, und dies sei großartig anzuhören. Das Trio befinde sich hier in einem aktiven „Echtzeit-Gedankenexperiment“: Welche Musik würde dabei entstehen und welche Stile würden mit einer Pfeifenorgel in der Band verschmelzen? In den Händen manch anderer wäre dies vielleicht eine steife, bleierne Angelegenheit geworden. Glücklicherweise würden die drei ihre „Fantasieanzeige auf Warp Ten“ einstellen und die Zuhörer auffordern, dasselbe zu tun.
Wie ihr Gesamtwerk beweise, seien der Gitarrist Bill Frisell und der Free-Jazz-Schlagzeuger Andrew Cyrille nie vor einer Herausforderung zurückgeschreckt, schrieb Michael Toland (The Big Takeover). Obwohl die massive Pfeifenorgel nicht gerade für ihren Schwung bekannt sei, habedern Einsatz durch Kit Downes doch seine Vorzüge – insbesondere eine Vielzahl von Klängen und Geräuschen, die ihm eine große Bandbreite an Klangstimmungen verleihen. Downes, Frisell und Cyrille würden eine Gemeinsamkeit im Bordun finden, da jeder Musiker sein Instrument in eine Vorwärtsbewegung hin zu einem universellen Ton lenke. Jazz entstehe mehr durch die Assoziation seiner Teilnehmer als durch seine klangliche Stimmung. „Breaking the Shell schleicht durch das Gehirn wie ein Geist im Äther.“
Diese Trio-Session würde eine schwelende Spannung ausstrahlen, schrieb Dave Sumner (Daily Bandcamp). Blitze von Melodien tauchten schnell auf und verschwinden dann wieder aus dem Blickfeld. Die Musik werde mit leiser Stimme vorgetragen, und jede Offenbarung sei der Beginn eines neuen Geheimnisses. Konzeptionell könnte ein Gitarren-Schlagzeug-Orgel-Trio auf den ersten Blick wie eine Neuheit oder ein radikales Experiment wirken. Aber die Realität dieser drei Musiker und ihre Geschichte des Unkonventionellen sei letztendlich der Grund dafür, dass diese Musik auf der Welt allen Sinn ergibt.